# Русь Сидящая
Русь Сидящая (НКО Благотворительный фонд помощи осужденным и их семьям «Русь Сидящая») — неправительственная организация, целью которой является юридическая и гуманитарная помощь гражданам, столкнувшимся с нарушением своих прав со стороны следственных органов и пенитенциарной системы. Головной офис организации находится в Москве. Кроме того офисы организации существуют в Новосибирске, Санкт-Петербурге и Ярославле.
Параллельно с НКО существует общественное движение «Русь Сидящая» — незарегистрированное объединение граждан, которые столкнулись с нарушением прав сотрудниками правоохранительной, судебной, надзорной и пенитенциарной систем РФ.

## История
Движение «Русь Сидящая» было основано 21 ноября 2008 года российской журналисткой и публицисткой Ольгой Романовой. Название «Русь Сидящая» предложила Ирина Ясина. У истоков движения — неформальное объединение граждан, чьи родственники находились в местах лишения свободы. В 2015 году в Общественном движении «Русь Сидящая» было принято решение о регистрации «Благотворительного фонда помощи осужденным и их семьям».

## Руководство
Фондом и движением управляет журналист Ольга Романова. За деятельностью фонда наблюдает попечительский совет, в который входят Светлана Бахмина, Ирина Ясина, Владимир Переверзин, Тамара Эйдельман и Мария Эйсмонт. До своей гибели в июле 2018 года в попечительский совет входил также Петр Офицеров.

## Финансирование
Благотворительный фонд помощи осужденным и их семьям «Русь сидящая» существует на пожертвования граждан.
В августе 2017 года «Руси Сидящей» был выделен президентский грант в размере трёх миллионов рублей. Но вскоре организация отказалась от его получения. Позднее Ольга Романова объяснила этот отказ опасением повторить судьбу бывшего директора департамента государственной поддержки искусства и народного творчества Министерства культуры России Софьи Апфельбаум.
С весны 2018 года фонду выделяется грант ЕС на создание и работу региональных «юридических клиник».
Глава «Руси Сидящей» Ольга Романова объявила на своей странице в Facebook, что с 26 июня 2020 года благотворительный фонд будет закрыт. Поводом стало решение суда выплатить бывшему сотруднику Динару Идрисову компенсацию в размере 1,3 млн рублей и вновь трудоустроить его. По словам Романовой, счета фонда были арестованы, и у него не было этой суммы денег. Однако она также заявила, что фонд продолжит свою работу только сейчас без юридического лица.

## Деятельность и проекты
Юристы фонда защищают людей в судах, помогают писать жалобы, проводят юридические консультации. Также Фонд собирает и отправляет посылки в колонии и СИЗО, собирает вещи для специнтернатов, оказывает гуманитарную помощь семьям заключенных.
Школа общественного защитника
Совместный проект «Руси Сидящей», Сахаровского центра и ОВД-Инфо. Сообщает людям об их правах и учить их защищать себя и своих близких в судах по уголовным и административным делам, а также в ОВД от незаконных действий сотрудников правоохранительных органов. Например, сообщают о том, что делать, если задержали на митинге, если стучатся в дверь «откройте, полиция», если звонят и приглашают «просто поговорить», если близкий человек попал в тюрьму.
МедиаЛаборатория — проект «Руси Сидящей» для преодоления немоты. Проект помогает людям, не обладающими навыками деловой, общественной или административной коммуникации, рассказывать свою историю понятно и просто.
Тюремный консультант
«Тюремный консультант» начал работать 19 сентября 2017 года. Это онлайн-система информационной поддержки заключенных и их семей. Проект создан командой «Руси Сидящей» в инкубаторе низовых инициатив Human Rights Incubator. На сайте vturme.info публикуется вся необходимая информация для людей, столкнувшихся с российской системой уголовного преследования и исполнения наказаний. На основе практики фонда помощи осужденным «Русь Сидящая» в нём представлены базовые советы по проблемным ситуациям . Проект создания онлайн-справочника в форме «тюремной википедии» стал победителем конкурса низовых инициатив Human Rights Incubator НКО «Мемориал», что позволило команде фонда поделиться своим опытом и знаниями.

## Конфликт с руководством ФСИН
В мае 2017 года был опубликован совместный специальный выпуск Новой Газеты и «Руси Сидящей», который был целиком посвящен пенитенциарной системе. В нем говорится, что Русь Сидящая совместно с Центром стратегических разработок Алексея Кудрина разрабатывает свой проект реформы уголовно-исполнительной системы. Ольга Романова сообщила, что готовятся серьезные изменения, касающиеся снижения тюремного насилия, кадрового вопроса, организации труда и социальной адаптации.
Вскоре после публикации, 8 июня 2017 года, в московский офис «Руси сидящей» пришли сотрудники ОБЭП. Формальный повод для визита — сообщение о «хищении бюджетных средств путем неисполнения обязательств по договору».
Аффилированная с «Русью Сидящей» организация «Эр Эс», которая два года (с 2015 по 2017 год) вела проект по повышению финансовой грамотности заключенных и их родственников. Суть проекта заключалось в том, чтобы объяснить им, как решать финансовые вопросы, если они или их родственник оказались в заключении.
Финансирование проекта производилось Всемирным банком. В рамках этого проекта было составлено, отпечатано и отправлено в тюрьмы и колонии 4350 экземпляров брошюр на тему финансовой грамотности и проведено 92 лекции для заключенных, их родственников и сотрудников пенитенциарной системы.
В результате рейда ОБЭП, в ходе которого была изъята копия одного благодарственного письма из колонии, фонд опубликовал официальное заявление, в котором связал действия следователей с противостоянием организации и системы ФСИН, в частности с тем, что «Русь Сидящая» участвует в разработке концепции реформы пенитенциарной системы.
9 июня 2017 года Ольга Романова была вынуждена временно покинуть Россию. Позднее суд не нашел нарушений в работе «Эр Эс». Организация подала в суд на представителей и операторов Всемирного банка в России, суд признал, что «Эр Эс» исполнила все обязательства по контрактам. Затем «Русь Сидящая» подала на ФСИН иск в суд о защите деловой репутации.
Осенью 2018 года бывшая заключенная Инга Кривицкая зарегистрировала в Минюсте двойник фонда «Русь Сидящая» и подала в суд на Ольгу Романову и Льва Пономарёва иск о защите чести и достоинства. Кривицкая завила, что ничего не знала о том, что организация с таким названием уже существует. Ольга Романова и сотрудники «Руси сидящей» высказали уверенность в том, что Кривицкая действует под руководством ФСИН.

## Статус «иностранного агента»

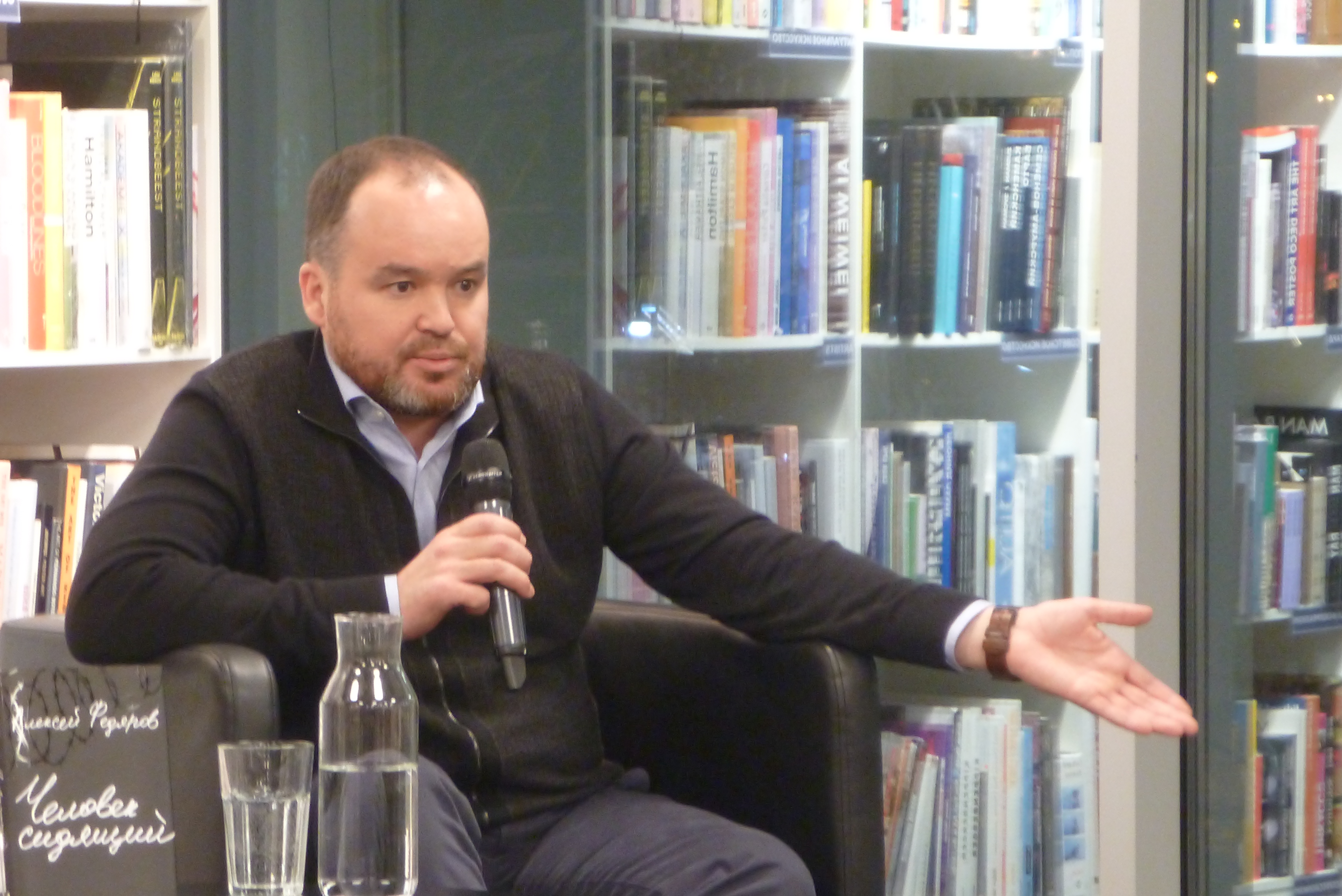
Алексей Федяров (фото 2019 года)

В марте 2018 года «Руси сидящей» был выделен грант Евросоюза на открытие в российских регионах так называемых «юридических клиник» для помощи попавшим под следствие и незаконно осуждённым. Фонд самостоятельно подал заявление на включение в список НКО — «иностранных агентов» и 7 мая 2018 года был включён Минюстом РФ в соответствующий реестр.
14 октября 2021 года «Русь сидящая» была оштрафована за то, что сдала в Минюст только два отчёта, как благотворительная организация и как НКО — «иностранный агент», а должна была сдать три отчёта, включая отчёт как обычная НКО, отличающийся от отчёта НКО — «иностранного агента» меньшей детальностью. Эксперт по регулированию деятельности НКО Максим Оленичев считает, что это часть тенденции по привлечению НКО — «иностранных агентов» к административной ответственности по разным поводам и что эта тенденция в дальнейшем будет развиваться.

## Статус «нежелательной организации»
Летом 2024 года российские власти объявили «нежелательной организацией» Russland hinter Gittern, немецкое юридическое лицо фонда «Русь сидящая».

## Издания сотрудников организации
- Алексей Федяров. Невиновные под следствием. Инструкция по защите своих прав. — М.: Альпина Паблишер, 2020. — 284 с. — ISBN 978-5-9614-2733-2.